# MARU,GARITA
MARU,GARITA(マルガリータ)は2002年9月30日から2003年3月31日まで、テレビ東京系で「スポパラ」内、毎週月曜日24:04～24:45に放送されていたバラエティ番組である。

## 概要
「ダメ人間に愛を」をテーマにし、素人のダメ人間を取り上げた。なお、前番組『お叱り!丸刈りータ』と出演者（ピエール瀧、YOU）と「マルガリータ」というタイトルは引き継いでいるが、番組内容・スタッフは全く異なる布陣で制作された。また、番組終了3ヶ月後に同じスタッフとピエール瀧で『mova!』という番組が始まったが、2回で打ち切られた。

## 出演者
- ピエール瀧
- YOU
- 林 克治（カリカ） - 主に司会進行を担当

## 企画
- 素人3人のダメ人間から、本当のダメ人間を当てるクイズ企画（残り2人は嘘のエピソードを話している）番組のメインを担った。
- 大喜利
  - 自分は大喜利が得意だと豪語する素人に、プロの芸人（劇団ひとり、まちゃまちゃ）と実際に大喜利をさせ、プロの実力を思い知らせるという企画。

## スタッフ
- 演出：マッコイ斎藤
- 制作協力：ガッツエンターテイメント
- 製作：テレビ東京、笑軍様

| テレビ東京 月曜スポパラ枠 | テレビ東京 月曜スポパラ枠 | テレビ東京 月曜スポパラ枠 |
| 前番組                    | 番組名                    | 次番組                    |
| ------------------------- | ------------------------- | ------------------------- |
| お叱り!丸刈りータ         | MARU,GARITA               | やるヌキッ祭              |